# 12 a. C.
El año 12 a. C. fue un año común comenzado en sábado, domingo o lunes, o un año bisiesto comenzado en domingo (las fuentes difieren) del calendario juliano. También fue un año común comenzado en viernes del calendario juliano proléptico. En aquella época, era conocido como el Año del consulado de Messalla y Quirinius (o menos frecuentemente, año 742 Ab urbe condita).

## Acontecimientos
- 22 de mayo: en China se registra una lluvia de meteoritos: «Cayeron meteoritos, algunos grandes como palanganas y otros como huevos de gallina. Recién cesaron al atardecer».[1]
- En Roma, Marco Valerio Mesala Apiano y Publio Sulpicio Quirinio son cónsules romanos.
- El emperador Augusto visita la Galia y decide reorganizar los límites de las provincias galas e hispanas. En este último caso, transfiere los territorios de galaicos y astures de la provincia Lusitania a la provincia Tarraconense, y el distrito minero de Cástulo desde la Bética a la Tarraconense.
- Los romanos comienzan la conquista de Panonia y Germania:
  - Tiberio Claudio Nerón es llamado a Panonia debido a la seria revuelta de los dálmatas.
  - Ejércitos romanos con base en Xanten, Colonia y Maguncia hacen campaña más allá del río Rin.
  - Se menciona por primera vez oficialmente la villa de Argentoratum, la ciudad conocida hoy como Estrasburgo.
- El emperador Augusto obtiene el título de pontifex maximus.

## Nacimientos
- entre el 13 y el 9 a. C.: Ptolomeo de Mauritania, rey de Mauritania (f. 40 d. C.).

## Fallecimientos
- Marco Vipsanio Agripa, general y político romano, mano derecha del emperador Augusto.